# Флавий Эквиций
Флавий Эквиций (лат. Flavius Equitius) — римский политический деятель второй половины IV века.
О происхождении Эквиция ничего неизвестно. Начал свою карьеру в конце правления императора Констанция II или императора Юлиана II. В 364 году занимал должность трибуна первой схолы скутариев (подразделение императорской гвардии). После смерти Иовиана выдвигался в качестве кандидата на трон, но был отвергнут армией. В том же году Эквиций стал комитом по военным делам Иллирика, а в 365 году был назначен магистром пехоты и конницы данного региона. В 365 году он помешал переходу провинции на сторону узурпатора Прокопия, отказавшись давать присягу последнему в обмен на крупную денежную сумму. В 366 году Эквиций отправился во главе своих войск во Фракию, державшую сторону Прокопия, и взял в осаду важный город Филиппополь. В это время Прокопий погиб, новым узурпатором стал Марцелл. Узнав об этом, Эквиций направил войска против Марцелла, которого разбил, захватил в плен и приказал казнить. Впоследствии Эквиций захватил Филиппополь, уничтожил повстанцев во Фракии и разбил готов. В 366—367 годах он участвовал в походе против задунайских готов. В 367 году Эквиций становится комитом Африки, в том же году получает должность магистра оффиций, которую занимает до 371 года.
В 371—372 годах Эквиций начал укреплять границу империи в провинции Паннония, однако его отряды в 373 году были атакованы германским племенем квадов, которых удалось разгромить. Решающего поражения квадам, однако, нанесено не было.

В 374 году Эквиций занимал должность ординарного консула вместе с Грацианом. В 375 году вместе с Флавием Меробавдом после внезапной смерти императора Валентиниана I объявил Августом его младшего сына Валентиниана II. Был другом магистра оффиций Ремигия.